# Alberto Blanco
Alberto Luis Blanco Saavedra (Panama, 8 gennaio 1978) è un ex calciatore panamense, di ruolo centrocampista.

## Carriera

### Club
Ha giocato nel campionato panamense, colombiano, rumeno, saudita, emiratino, russo e israeliano.

### Nazionale
Con la maglia della Nazionale ha collezionato 57 presenze tra il 2000 e il 2009.